# Hauptstelle der deutschen Arbeitgeberverbände
Die Hauptstelle der Deutschen Arbeitgeberverbände war eine 1904 gegründete Organisation zur Vertretung der Arbeitgeberinteressen. Sie bestand bis 1913, als sie mit dem Verein deutscher Arbeitgeberverbände zur Vereinigung Deutscher Arbeitgeberverbände fusionierte.

## Geschichte
Vorangegangen war der große Textilarbeiterstreik in Crimmitschau. Dieser endete zwar mit einer Niederlage der Streikenden, machte aber auch die wachsende Stärke der Arbeiterbewegung deutlich. Daraufhin verstärkten sich auch im Arbeitgeberlager die Organisationsbestrebungen. Der Streit zwischen den konkurrierenden Verbänden Centralverband deutscher Industrieller und Bund der Industriellen führte zur Gründung auch zweier Arbeitgeberverbände.
Die Hauptstelle stand dem Centralverband deutscher Industrieller nahe und vertrat vor allem die Interessen der Schwerindustrie und der Textilindustrie. Hauptaufgabe war es, die Mitglieder vor den angeblich unbegründeten Forderungen der Arbeiter zu schützen. Dazu sollten die Arbeitswilligen geschützt werden und Arbeitsnachweise ausgebaut werden. Die Organisation sollte den Rechtsschutz der Arbeitgeber in grundsätzlichen Streitfragen übernehmen. Vor allem wollte man Streiks und Boykotte durch den Zusammenschluss gemeinsam bekämpfen. Die betroffenen Arbeitgeber sollten Streikunterstützung erhalten. Die grundsätzlichen Ziele waren in den beiden Arbeitgeberverbänden bis in den Wortlaut der Satzungen fast gleich. Sozialpolitisch gab es einige Unterschiede. War der Verein Deutscher Arbeitgeberverbände moderater, war die Hauptstelle etwa in der Frage von Tarifabschlüssen oder der Ablehnung der Gewerkschaften ebenso unnachgiebig wie der CDI.
Die Hauptstelle war vom CDI formal unabhängig. Sie besaß eigene organisatorische Strukturen, Gremien, ein Büro, ein Publikationsorgan und finanzielle Unabhängigkeit. Geschäftsführer war Fritz Tänzler. Insbesondere der Streikfonds wurde von der Hauptstelle selbst verwaltet. Allerdings besaß der CDI maßgeblichen Einfluss, so dass die Unabhängigkeit anfangs tatsächlich kaum bestand. Nach der Satzung war der Leiter der Hauptstelle stets auch der Geschäftsführer des CDI. Der Vorsitzende der Hauptstelle war zugleich Vorsitzender des CDI. Hinzu kamen Sperrminoritäten in den Gremien der Hauptstelle. Auf Dauer lockerte sich die Kontrolle. Im Jahr 1909 kam es zum Kartellvertrag mit dem Verein Deutscher Arbeitgeberverbände. Schließlich löste sich die Hauptstelle vom CDI und schloss sich 1913 mit Konkurrenzorganisationen zur Vereinigung Deutscher Arbeitgeberverbände zusammen.